# Лайси (Ольштинський повіт)
Лайси (пол. Łajsy, нім. Leyßen) — село в Польщі, у гміні Ґетшвалд Ольштинського повіту Вармінсько-Мазурського воєводства.
У 1975-1998 роках село належало до Ольштинського воєводства.